# District de Lishu
Pour les articles homonymes, voir Lishu (homonymie).
Le district de Lishu (梨树区 ; pinyin : Líshù Qū) est une subdivision administrative de la province du Heilongjiang en Chine. Il est placé sous la juridiction de la ville-préfecture de Jixi.